# Alfred Druschel

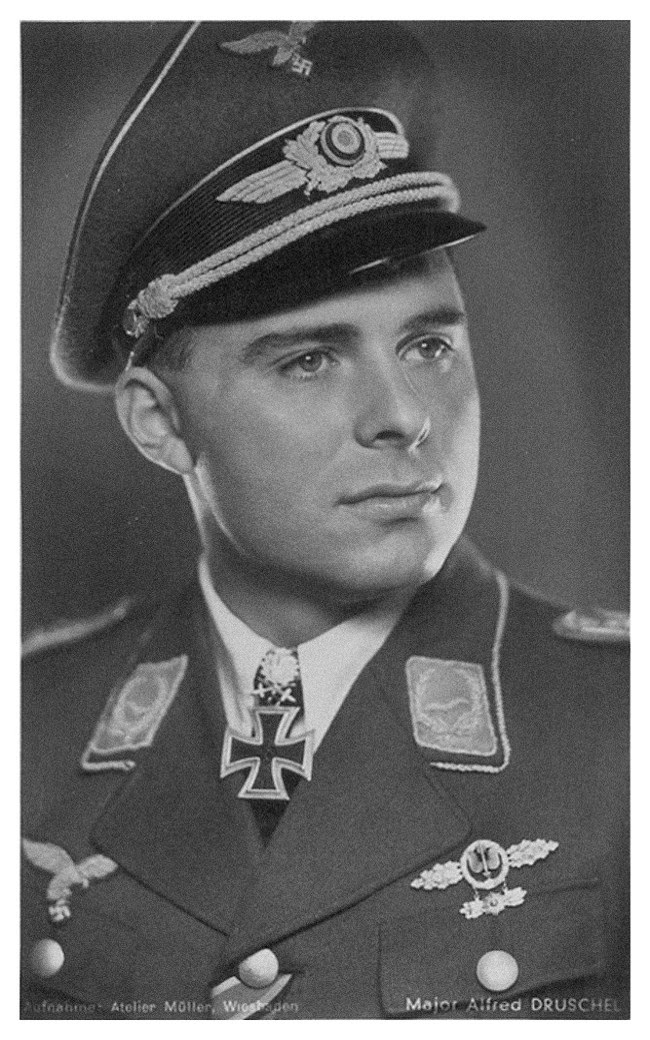
Alfred Druschel als Major

Alfred Druschel (* 4. Februar 1917 in Bindsachsen; † 1. Januar 1945 bei Aachen) war ein deutscher Luftwaffenoffizier (zuletzt Oberst) im Zweiten Weltkrieg und Träger des Ritterkreuz des Eisernen Kreuzes.

## Militärische Karriere
Im Jahre 1936 trat Alfred Druschel der Luftwaffe bei und wurde als Leutnant 1938 Beobachter im Kampfgeschwader. Für kurze Zeit diente er im Stab als Ordonnanzoffizier. Danach ließ er sich zu der ersten Schlachtfliegergruppe der Luftwaffe der II.(Schlacht)/LG 2 versetzen. Er erlebte zahlreiche Einsätze in Polen mit und flog einige Einsätze gegen französische Panzerkräfte bei Cambrai. Nachdem die Schlacht um Frankreich entschieden war, kämpfte er mit der Henschel Hs 123 bei der Luftschlacht in England, auf dem Balkan und in der Sowjetunion mit. Seine Einsätze führte er sowohl als Einzelkämpfer als auch als Staffelkapitän durch.
Im Januar 1942 übernahm Druschel das I./Schlachtgeschwader 1. Im Februar hatte er seinen 600., im Januar 1943 seinen 800. Flug mit Feindkontakt zu verzeichnen. Während seines Einsatzes in Křeč (Tschechien), der Ukraine und im Kaukasus im September 1942 wurde ihm das Ritterkreuz des Eisernen Kreuzes mit Eichenlaub und am 19. Februar 1943 mit Schwertern verliehen.
Am 11. Juni 1943 wurde Druschel Geschwaderkommodore. Sein Geschwader wurde im Oktober 1943 aufgelöst und er wurde in den Stab von General der Schlachtflieger Hitschhold als Inspizient der Tagschlacht befohlen, wo er im Jahre 1944 zum Oberst befördert wurde. Im Zuge der Ardennenoffensive wurde er beim „Unternehmen Bodenplatte“ im Angriff auf alliierte Flugplätze in der Nähe von Aachen am 1. Januar 1945 abgeschossen.

## Auszeichnungen
- Eisernes Kreuz (1939)
  - II. Klasse am 27. September 1939
  - I. Klasse am 21. Mai 1940
- Verwundetenabzeichen (1939)
- Ehrenpokal für besondere Leistung im Luftkrieg
- Frontflugspange für Kampf- und Sturzkampfverbände in Gold
- Ritterkreuz des Eisernen Kreuzes mit Eichenlaub und Schwertern[2]
  - Ritterkreuz am 21. August 1941
  - Eichenlaub am 3. September 1942 (118. Verleihung)
  - Schwerter am 19. Februar 1943 (24. Verleihung)